# Quercus coffeicolor
Quercus coffeicolor — вид рослин з родини букових (Fagaceae), ендемік Мексики.

## Опис
Вид листопадний, 3–10 м заввишки; стовбур до 20–30 см в діаметрі; крона розлога. Кора сіра, луската. Гілочки стрункі, блискучі, сірі або рудуваті, у зрілості без волосся; є численні сочевиці. Листки еліптичні, довгасті або овальні, розміром 6–12 × 3–4 см; верхівка округла, іноді ± гостра, зі щетиною; основа округла або ± серцеподібна, іноді клиноподібна, часто асиметрична; край цілий, злегка потовщений, плоский, на верхівці щетина; верх блискучий синьо-зелений, гладкий; низ жовтувато-кавовий, голий, крім пазух; ніжка листка завдовжки 1–2 см, гола, червонувата. Чоловічі сережки завдовжки 5–10 см, багатоквіткові; маточкові квітки від 1 до 4, на безволосому квітконосі завдовжки 1 см. Жолуді від 1 до 4 разом, на дуже короткій ніжці, яйцеподібні, завдовжки 0.7–1.2 см; чашечка 0.7-1.5 см у діаметрі, вкриває 1/3 або менше горіха; дозрівають у перший рік.
Період цвітіння: лютий — березень. Період плодоношення: червень — вересень.

## Середовище проживання
Ендемік Мексики (Сіналоа, Наярит, Халіско).
Про середовище існування відомо небагато.

## Загрози
Про загрози цьому виду невідомо.